# Murder Drones
Murder Drones ou Drones Tueurs au Québec est une web-série animée indépendante australienne de Comédie noire et d'horreur, créée par Liam Vickers et produite par Glitch Productions.
L'épisode pilote a été diffusé sur la chaîne YouTube GLITCH le 29 octobre 2021. La série a été renouvelée pour une saison complète de 8 épisodes, débutant le 18 novembre 2022 et finissant le 23 août 2024. En août 2024, l'épisode pilote avait accumulé plus de 50 millions de vues. La série a été saluée par les spectateurs pour son Animation 3D, son Doublage, sa Musique, ses scènes d'action, son univers, et son mélange d'éléments d'horreur et de comédie. De plus, la série a été nommée pour un Webby Award dans la catégorie Meilleure Vidéo Animée.

## Synopsis
La série se déroule en 3071 sur Copper 9, une exoplanète appartenant à la méga-corporation JC Jenson. Les Drones ouvriers, des robots autonomes conçus pour servir les humains, habitent la planète et l'exploitent pour ses ressources. Finalement, la planète fut détruite par une erreur humaine, anéantissant presque toute forme de vie biologique sur la planète. En conséquence, la planète devint glaciale, et seuls les Drones ouvriers survécurent. Un jour, trois machines à tuer connues sous le nom de Drones de démontage — surnommées Drones meurtriers (Murder drones) — envahissent Copper 9 pour exterminer les Drones ouvriers restants. Ces derniers vivent dans la peur constante des Murder Drones et se cachent derrière une série de portes pour essayer de se protéger.
Le protagoniste de la série est Uzi Doorman, une geek à fort caractère qui rêve de vaincre les drones meurtriers et de sauver les siens de cette menace qui les terrifie. Dans ce processus, elle forme un partenariat improbable avec deux des Murder Drones : N, un drone mâle, étrangement amical et curieux envers les Drones ouvriers ; et V, une drone très sadique. Les trois travaillent ensemble pour découvrir la vérité sur leurs origines et leur objectif dans l'environnement hostile de la planète. Au cours de leur périple, ils rencontrent plusieurs personnages importants : Doll, une Drone ouvrière russophone avec une vendetta contre V ; Tessa, une employée humaine de JC Jenson ; et Cyn, un drone qui sert d'hôte à un virus maléfique, capable de modifier la réalité, connu sous le nom d'algorithme absolu.

## Distribution

### Personnages principaux
|                       | Voix originale     | Voix française (doublage sur YouTube) | Voix française (doublage sur Amazon) | Voix québécoise        |
| --------------------- | ------------------ | ------------------------------------- | ------------------------------------ | ---------------------- |
| Uzi Doorman           | Elsie Lovelock     | Mathilde Pochat                       | Melissa Bérard                       | Célia Gouin-Arsenault  |
| N                     | Michael Kovach     | Thomas Bansront                       | Benoît Cauden                        | Sébastien René         |
| J                     | Shara Kirby        | Morgane Brehamel                      | Maud Vincent                         | Sandrine Fagnant       |
| V                     | Nola Klop          | Mayrig Truchot                        | Lila Lacombe                         | Virginie Morin-Laporte |
| Algorithme absolu/Cyn | Allanah Fitzgerald | Morgane Brehamel                      | Maud Vincent                         | Viviane Pacal          |
| Tessa Elliott         | Daisy Rose         | Flavie Chabot                         | Lila Lacombe                         | Romane Denis           |

### Personnages secondaires
- David J. Dixon (VF : Nathan Nouailhac (VF Youtube) ; VQ : Alexandre Fortin) : Khan Doorman
- Sean Chiplock (VF : Charles Germain) : Thad
- Katie Hood(épisode 1) & Caitlin Dizon(à partir de l'épisode 2) (VF : Charlotte Savary) : Lizzy
- Liam Vickers : Professeur
- Emma Breezy: Doll
- Amber May (VF : Maud Vincent ; VQ : Stéphanie Desrochers) : Alice
- Darcy Maguire (VF : Charlotte Savary ; VQ : Marie Bernier) : Cœur/Nori Doorman

### Voix additionnelles
- Luke Lerdwichagul : Grant
- Cameron Gavinski : Makarov
- Jasmine Yang : Todd
- Kevin Lerdwichagul : Braxton
- Liam Vickers : Riley
- David J.G. Doyle : James
- Lizzie Freeman : Drone 29
- Edwyn Tiong (VF : Yann Abiven) : Tim
- Nola Klop : Sarah
- Jack Hackett : Détective FDO
- Nola Klop : Détective Sans Nom
- Jasmine Yang (VF : Yann Abiven) : Ron
- Nola Klop : Rebecca
- Michael Kovach : Reid
- Liam Vickers (VF : Yann Abiven) : Trevor
- Nola Klop : Kelsey
- Elsie Lovelock : Penny
- David J. Dixon (VF : Yann Abiven) : Darren
- Michael Kovach (VF : Yann Abiven) : Braidon
- Sean Chiplock : Sam
- Caitlin Dizon : Emily
- Sean Chiplock (vf youtube : Nathan Nouailhac)  : Ronathon
- Jasmine Yang : Lord Frumptlebucket
- Cecelia Ramsdale : Louisa

- Jason Marnocha : Narrateur JC Jenson
- Sean Chiplock : Mitchell (Dr. Chambers)
- Emma Breezy : Dr. Ridley

## Production
Liam Vickers avait acquis une notoriété pour ses séries animées 2D Cliffside (2018) et Internecion Cube (2020), toutes deux actuellement inachevées. Il a présenté Murder Drones à Glitch Productions avec quelques premiers concepts artistiques et une histoire, avant de devenir scénariste et réalisateur de la série.
Murder Drones est animé sur Autodesk Maya et la post-production est réalisé sur Unreal Engine. En incluant le pilote, la première et dernière saison dure 8 épisodes. Cette série est plus sombre que les autres production de Glitch et également davantage photoréaliste. Cette série marque, pour de nombreux fans, une rupture avec le style Machinima souvent associé à Glitch, puisque son cofondateur Luke Lerdwichagul est bien connu pour ses parodies de Super Mario sur la chaîne SMG4.
Le 6 août 2021, Liam a publié la version complète de « Disassembly Required », la musique qui est entendue dans le teaser. La description de la vidéo révèle que le personnage vu dans le teaser est "V", l'un des Murder Drones. La série a été annoncée le 9 Octobre 2021 par un teaser sur Youtube.

## Fiche technique
- Production : Kevin Lerdwichagul, Luke Lerdwichagul, Evan Baily, Jasmine Yang

- Musique : Aj DiSpirito
- Montage : Luke Lerdwichagul
- Direction Artistique : Liam Vickers
- Gestion de Production : Oliver Ma, Jarrad Rumble, Arman Haque, Luke Lerdwichagul
- Département Artistique : Alicia Howard, Robin French, Matthew Peckham, Liam Vickers, Max Rudland, Neda Lay, Marc Humphreys, Cameron Qayoom-Taylor, Selina May, Dean Musumeci, Jarrad Rumble
- Scripts et Continuité : Jasmine Yang, Katie Hood
- Effets Visuels : Bryan Pan, Max Rudland, Marc Humphreys, Dean Musumeci, Arman Haque, Alicia Howard, Aythan Maconachie, Stephen De Mata, Evan Huang, Robin French, Joel Bobbin, Giam Coquel-Danchin, Jonathan Corroto, FightingMario54321, Luke Lerdwichagul, Selina May, Jarrad Rumble
- Animation : Kevin Temmer, Jarrad Rumble, Rafael Capricho, Mikaylah Haddon, Woei Ping Mak, Alicia Howard, Matthew Peckham, Max Rudland, Jacopo Poto, Liam Vickers
- équipe supplémentaire : Marc Humphreys, Kevin Lerdwichagul, Luke Lerdwichagul, Jasmine Yang, Liam Vickers, Jacquelyn Pennay
- Département Éditorial : Dean Musumeci
- remerciement : James Bailey, MediExcalibur2012, FightingMario54321, Colin Rodgers, Aaron Rogers, TheInvertedShadow, Matt Gaglione, Cloud64

### Version française
- Direction doublage français : Rossa Caputo
- Assistant : Elisabetta Girardi
- Mixeur : Alessio Masi (Épisodes 1 et 2), Francesco Leporati (Épisodes 3 à 5), Matteo Schiavio (Épisodes 6 à 8)
- Localization : Rossa Caputo
- Enregistrement : Tommaso Daccò
- Superviseur post-audio : Daniela Samà
- Studio de doublage : Deluxe France

### Version québécoise
- Direction doublage québécois : Manon Arsenault
- Assistant : Magali Boitel
- Adaptation : Benoît Rousseau (Épisode 1 uniquement), Isabelle Neyret (Épisodes 2, 3, 6 et 8), Benjamin Durand (Épisodes 4, 5 et 7)
- Mixeur du son : Philippe Racine
- Ingénieur du son : Soli Gagné-Pagé
- Chef du projet : Chloé Marsan
- Studio de doublage : Difuze

## Episodes
- Si vous ne connaissez pas le sujet, laissez ce bandeau (vous pouvez alors contacter les auteurs).
- Si vous supprimez le contenu mis en cause (vous pouvez préalablement contacter les auteurs),

argumentez précisément cette suppression dans la page de discussion
(un manque de référence n'est pas un argument ; une recherche réelle de référence doit avoir été effectuée, être formellement documentée).
| N° | Titre                     | Scénario                                              | Première diffusion                    |
| --- | ------------------------- | ----------------------------------------------------- | ------------------------------------- |
| 1 | Pilot                     | Liam Vickers                                          | : 30 octobre 2021 : 30 octobre 2021   |
| Uzi se rend à l’extérieur du Bunker pour réaliser une arme et permet, par maladresse, aux drones de démontage de passer au travers des défenses des drones ouvriers. En essayant de réparer son erreur, elle se lie d'amitié avec N, capture V et tue J. Finalement, elle fuie la communauté des drones ouvriers avec les drones de démontage.         |                           |                                                       |                                       |
| 2 | Pulsations                | Liam Vickers, Matthew Peckham, and Jarrad Rumble      | : 19 novembre 2022 : 19 novembre 2022 |
| Un cœur biomécanique émerge du corps abandonné de J et tue des drones ouvriers. Alertées par les disparitions, Uzi et N se rendent dans le bunker pour découvrir qu'une entité nommée Absolute Solver s'y développe et est un danger pour tous. Après avoir détruit le cœur de J, Uzi est pleine de doutes quant à ses compagnons drones de démontage. |                           |                                                       |                                       |
| 3 | Le Bal de Promo           | Liam Vickers, Robin French, and Cameron Qayoom-Taylor | : 18 février 2023 : 18 février 2023   |
| |                           |                                                       |                                       |
| 4 | Fièvre Noire              | Matthew Peckham and Cameron Qayoom-Taylor             | : 7 avril 2023 : 7 avril 2023         |
| |                           |                                                       |                                       |
| 5 | Retour à la maison        | Liam Vickers and Neda Lay                             | : 9 juin 2023 : 9 juin 2023           |
| |                           |                                                       |                                       |
| 6 | Impasse                   | Neda Lay                                              | : 18 aout 2023 : 18 aout 2023         |
| |                           |                                                       |                                       |
| 7 | Destruction massive       | Neda Lay and AD Taeza                                 | : 29 mars 2024 : 29 mars 2024         |
| |                           |                                                       |                                       |
| 8 | L'inéluctable Singularité | Liam Vickers, Neda Lay, AD Taeza, Robin French        | : 23 août 2024 : 23 août 2024         |
| |                           |                                                       |                                       |

## Réception
Lauren Rouse de Gizmodo Australia a fait l'éloge de la conception et des visuels des personnages. En 2023 et 2024 (épisode 6 pour 2024), la série a été nommée pour un Webby Award dans la catégorie de la meilleure vidéo d'animation et l'a remportée dans la même catégorie lors de l'édition 2024.
Le site spécialisé IMDb lui attribue la note de 8,1/10.

### Prix et nominations
| 2023 | Webby Award              | Animation (Series & Channels) Video             | Murder Drones                                                                       | Nomination | [ 10 ] |
| 2023 | One Voice Awards UK 2023 | Animation - Best Character Performance - Female | Elsie Lovelock - "Uzi - Murder Drones"                                              | Lauréat    | [ 11 ] |
| 2024 | Webby Award              | Animation (Series & Channels) Video             | Murder Drones (Episode 6 – "Dead End")                                              | Lauréat    | [ 12 ] |
| 2025 | Webby Award              | Vidéo et film scénarisé                         | Murder Drones (Episode 7 & 8 – "Destruction massive" & "L'inéluctable Singularité") | Lauréat    | [ 13 ] |

## Voir également
- Glitch Productions
- Web-série